# Lo van Wachem
Lodewijk Christiaan (Lo) van Wachem (Pangkalan Brandan, 31 juli 1931 − Wassenaar, 24 augustus 2019) was een Nederlands bestuursvoorzitter van Royal Dutch Shell.

## Biografie
Van Wachem studeerde af in 1953 in werktuigbouwkunde aan de TU Delft waarna hij in dienst trad van De Koninklijke/Shell Groep. Hij werkte daarbij in Venezuela, Nigeria, Brunei en Nederland; vanaf 1 juli 1977 was hij directeur van de Koninklijke Nederlandse Petroleum Maatschappij, onderdeel van Shell. Per 1 juli 1982 werd hij benoemd tot president-directeur van de groep, een functie die hij tot 1992 zou bekleden; zijn voorganger was drs. Dirk de Bruyne en zijn opvolger was Cor Herkströter. Daarna werd hij voorzitter van de raad van commissarissen van Shell, een functie die hij eveneens tien jaar zou vervullen. Bovendien trad hij toe tot andere bedrijfsbesturen.
Tijdens zijn president-directeurschap bij Shell had hij zowel te maken met jaren van grote winsten als grote verliezen, en op- en neergaande olieprijzen. Sinds midden jaren 1970 vonden ook protesten plaats over de aanwezigheid van Shell in Zuid-Afrika onder het apartheidsregime, mede geleid door ds. C.F. Beyers Naudé; die aanwezigheid van Shell leidde er tevens toe dat een voordracht voor een eredoctoraat voor hem van Delft wegens protesten in 1988 geen doorgang vond. Bovendien vonden in die jaren vernielingen plaats met aanzienlijke schade aan Nederlandse pompstations van Shell vanwege die aanwezigheid in Zuid-Afrika. Niettemin sprak Van Wachem zich wel openlijk uit tegen het verwerpelijke apartheidssysteem maar vond dat het van binnenuit moest veranderen. Hij werd door Nelson Mandela en Frederik Willem de Klerk uitgenodigd voor de uitreiking in 1993 van de Nobelprijs aan hen, wat hij zag als een bevestiging van zijn beslissing om als Shell in Zuid-Afrika te blijven.
Voorts kwam onder zijn tijd naar voren dat bestuursleden en commissarissen bij Shell tot de best verdienende werknemers in Nederland behoorden. Ook als president-commissaris van Philips verdedigde hij in 2004 de aanzienlijke verhoging van het salaris van topman Gerard Kleisterlee.
Van Wachem overleed in 2019 op 88-jarige leeftijd.

## Commissariaten
- 1987-1992: De Nederlandsche Bank

Na zijn pensioen op de toen bij Shell nog gebruikelijke leeftijd van 60 jaar:
- 1992-2002: tuingereedschapfabriek Atco
- 1992-2002: Akzo
- 1993-2005: Philips, waarvan de laatste zes jaar president-commissaris
- 1993-2005: Zurich Insurance Group[1]
- 1994-2002: BMW, lid van de raad van toezicht
- Nedlloyd, president-commissaris[2]
- Maersk, president-commissaris
- IBM
- Bayer[3]
- ABB[4]

## Onderscheidingen
Voor zijn werk ontving hij vele (hoge) onderscheidingen:
- 1981: Ridder in de Orde van de Nederlandse Leeuw
- 1990: Commandeur in de Orde van Oranje-Nassau
- 1988: Knights of the Order of the British Empire, bij bevordering Knight Commander of the Most Excellent Order of the British Empire (KBE)
- 2004: Honorary Citizen of Singapore[5]